# Національний парк Лаг Бадана
Національний парк Лаг-Бадана (Bushbush National Park) — національний парк Сомалі. Парк розташований на крайньому південному узбережжі, біля кордону з Кенією. Площа парку складає 3,340 км².
Лаг Бадана був першим національним парком, заснованим у Сомалі. У другій половині 1980-х років Міністерство туризму під керівництвом Сіада Барре прагнуло розвивати туристичну індустрію та зберегти прилеглі коралові рифи та прибережні острови. Парк та коралові острови посідали центральне місце у розвитку місцевої туристичної індустрії.
До 1989 року було розроблено нове законодавство, яке регулювало створення національних парків і заповідників. Збереженням ресурсів дикої природи на той час займалося Національне агентство з ареалу Міністерства худоби, лісового господарства та пасовищ.
Після початку громадянської війни в 1991 році, розвиток національного парку призупинився. У серпні 2014 року президент Хасан Шейх Мохамуд оголосив про ряд нових проєктів з розвитку, які передбачали залучення молоді Сомалі. Серед них була ініціатива передати керівництво національним парком молодим менеджерам, щоб посилити збереження навколишнього середовища та сприяти потенційним туристичним можливостям.

## Навколишнє середовище
Район Лаг-Бадана мало досліджений, сьогодні відомо про понад 200 видів судинних рослин, що зростають на території парку. Серед рослин близько 20 видів є ендеміками. Лаг-Бадана є домом для таких рідкісних тварин, як малий куду. З 2005 року парк вважається заповідником левів. BirdLife International визнала парк важливою орнітологічною територією (IBA).